# Heinrich August Schlubach

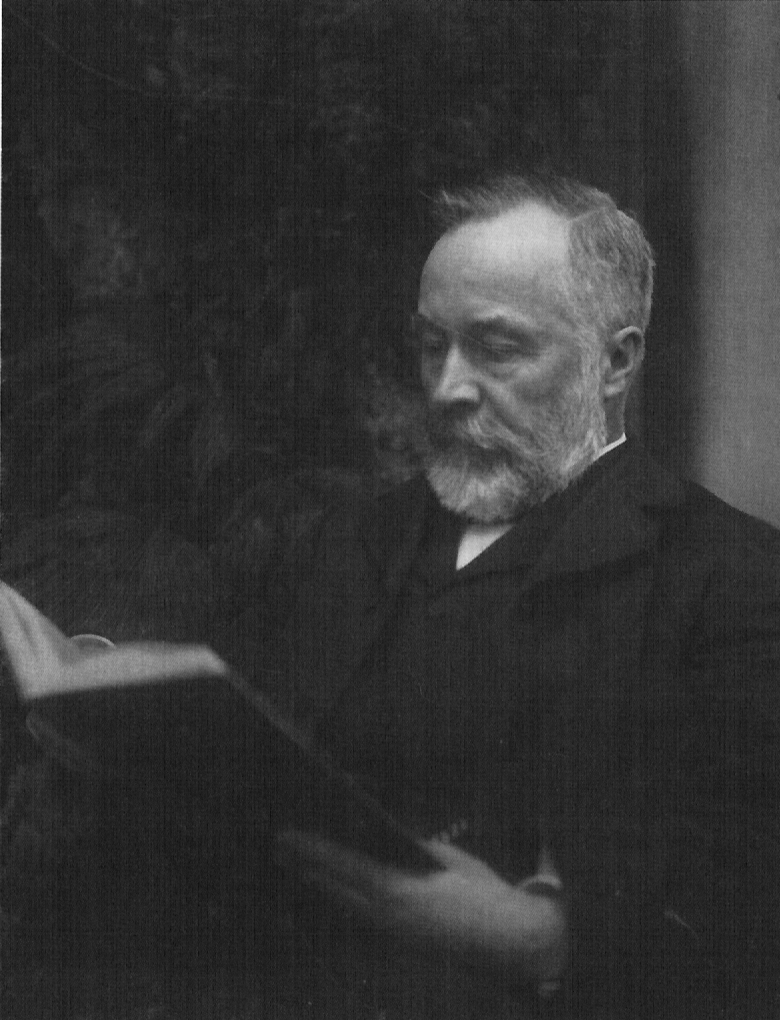
Heinrich August Schlubach um 1900

Heinrich August Schlubach (* 14. Januar 1836 in Rossitten; † 12. Juli 1914 in Hamburg) war ein deutscher Kaufmann.

## Leben

### Herkunft und erste Schritte als Unternehmer
Heinrich August Schlubach wurde als Sohn eines Landwirts auf einem Rittergut in Ostpreußen geboren. Die Vorfahren der Familie hatten zumeist als Mälzenbräuer, Verwaltungsbeamte, Soldaten, Bankiers und Landwirte gearbeitet. Eine Bürgerschule in Elbing, die er ab 1844 besuchte, verließ er im Alter von 16 Jahren mit dem Abitur. Anschließend absolvierte er eine kaufmännische Ausbildung bei C. L. Brauer & Sohn in Bremen und reiste danach 1856 ab Hamburg mit dem Schiff nach Valparaíso in Chile. Er arbeitete dort anfangs als Vizebuchhalter für das amerikanische Unternehmen Hemenway & Sons und erhielt zwei Jahre später eine bessere Stelle als Verkäufer. Nachdem der in Boston lebende Unternehmensinhaber verstorben war, übernahm Schlubach ab 1862 Tätigkeiten als Buchhalter und Kassierer für Schütte, Droste & Co., das seinerzeit älteste deutsche Unternehmen Valparaísos.

### Aufbau des Unternehmens Schlubach & Co.
1865 gründete Schlubach gemeinsam mit Emilio Rosenberg ein Unternehmen und arbeitete als Handelsagent und Makler. Rosenberg führte die Geschäfte für einige Zeit alleine, während Schlubach für kurze Zeit nach Deutschland zurückkehrte. Auf der Rückreise nach Chile machte er Bekanntschaft mit dem Schotten John Brander, der mit großem Erfolg eine eigene Schiffsflotte betrieb und auf Tahiti über eine eigene Hafenmole verfügte. Beide tauschten fortan Waren zwischen Chile und der Osterinsel aus. Um Brander mit Kokosöl und später Kopra beliefern zu können, gründete Schlubach das Unternehmen Schlubach & Co., das sich äußerst erfolgreich entwickelte. Die Geschäfte mit dem wenig erfolgreichen Emilio Rosenberg gab er auf. Schlubach konnte Otto Thiemer für das Unternehmen gewinnen, der sich als fähig erwies und der später ein Partner wurde. Schlubach überließ Thiemer die Geschäfte des Unternehmens und reiste 1871 umfangreich durch Europa. Auf der Rückreise durchquerte er die Vereinigten Staaten und erreichte Papeete, wo er am 18. April 1872 Margaret Brander (1856–1937), die Tochter seines Handelspartners, heiratete, mit der er neun Kinder hatte. Das Ehepaar reiste weiter nach Chile, wo Schlubach die Geschäfte des Unternehmens vorantrieb.
1872 wurde Schlubach zum kaiserlich-deutschen Generalkonsul in Valparaíso ernannt. 1876 erfolgte in Begleitung seiner Ehefrau eine erneute Europareise. Chile geriet 1879 wegen der Besteuerung und Enteignung chilenischer Salpeterunternehmen in Konflikt mit Bolivien und Peru. Trotz Sympathien für Chile warnte am 1. März 1879 der deutsche Botschafter in Chile, Friedrich von Gülich, den Generalkonsul Schlubach vor einer Unterstützung Chiles durch die Schiffe der Deutschen Dampfschifffahrtsgesellschaft „Kosmos“ aus Hamburg, um die Neutralität des Reiches zu wahren. Die Angestellten der „Kosmos“ schlugen die Warnungen jedoch einen Monat später in den Wind. 1883 endete der Salpeterkrieg mit einem Sieg Chiles, das sein Staatsgebiet auf Kosten seiner Gegner erheblich nach Norden erweitern konnte. An den Verhandlungen zur Vorbereitung des Friedensvertrages von Ancón war Schlubach seit 1880 beteiligt.
Während des Salpeterkriegs verkauften Schlubach und Thiemer 1882 das gemeinsam geführte Unternehmen für 22 Millionen Goldmark und zogen nach Hamburg, wo Schlubach hoffte, aus Chile zurückkehrende Hamburger Kaufleute zu treffen, die er bereits aus Chile kannte. Schlubach reinvestierte sein durch die Unternehmensveräußerung erworbenes Vermögen und gründete gemeinsam mit Thiemer ein neues Unternehmen, das später selbst angebauten Kaffee importierte.
Seine Söhne Herbert, Roderich und Edgar führten die Geschäfte ihres Vaters, teilweise in Mittelamerika, weiter.

### Weitere Tätigkeiten als Unternehmer
Da er das Geschäft mit Übersee gut kannte, arbeitete Schlubach auch in anderen Firmen mit. Er kaufte 1876 Aktien der Société commerciale de l’Océanie AG der Familie de Godeffroy, die die wichtigste Handelsfirma Französisch-Ozeaniens wurde. Schlubach saß ab 1885 im Aufsichtsrat, übernahm 1898 den stellvertretenden Vorsitz und war ab 1912 erster Vorsitzender der Aktiengesellschaft.
Er brachte Kapital in die Deutsche Handels- und Plantagengesellschaft der Südseeinseln in Hamburg AG ein und hatte dort von April 1896 bis Lebensende einen Sitz im Aufsichtsrat inne. Das Deutsche Reich konnte dort aufgrund der Bedeutung dieses Unternehmens 1900 Teilgebiete der Samoainseln trotz Widersprüchen von britischer und amerikanischer Seite Kolonien etablieren. Schlubach erwarb auch Anteile an der Pacific Phosphate Company, die auf Nauru Phosphat gewann.

## Landsitz
Heinrich Schlubach besaß in Hamburg ab 1851 ein nach Plänen von Auguste de Meuron erbautes Haus an der Schönen Aussicht Nr. 16. Auch das Landgut Oehe an der Schleimündung nahe Maasholm gehörte zu seinem Besitz.